# Annagården
Annagården med S:ta Annas kapell är en kyrkobyggnad i området Herrhagen i Falun. Den tillhör Stora Kopparbergs församling i Västerås stift. 
På Annagården finns bland annat församlingslokaler, öppen förskola, program för daglediga, måndagspromenader och samtalsgrupper för vuxna.
Annagården invigdes som kyrkolokal den 24 januari 1999 av dåvarande biskopen i Västerås stift, Claes-Bertil Ytterberg.

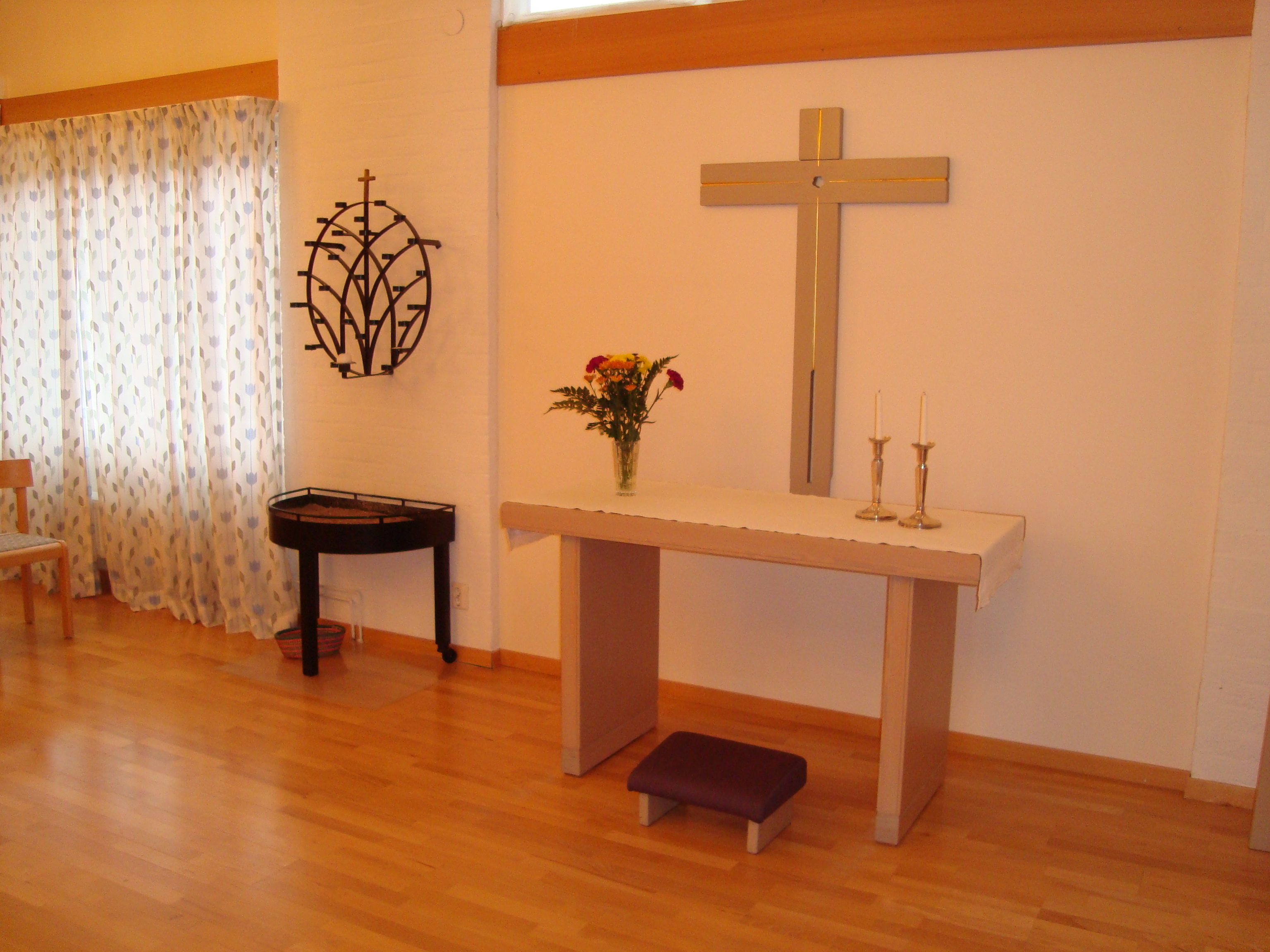
Altaret
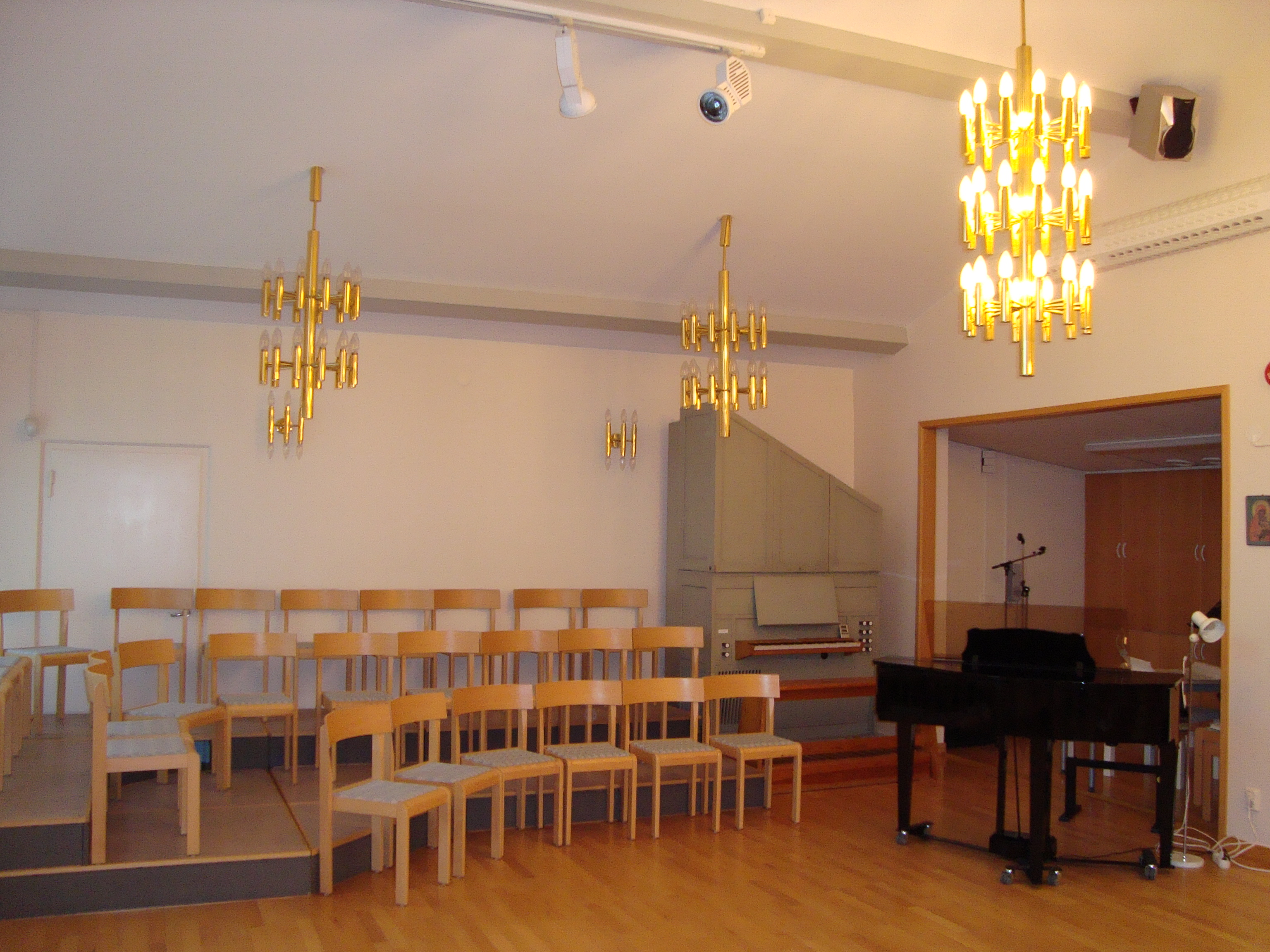
Körläktaren, flygeln och orgeln
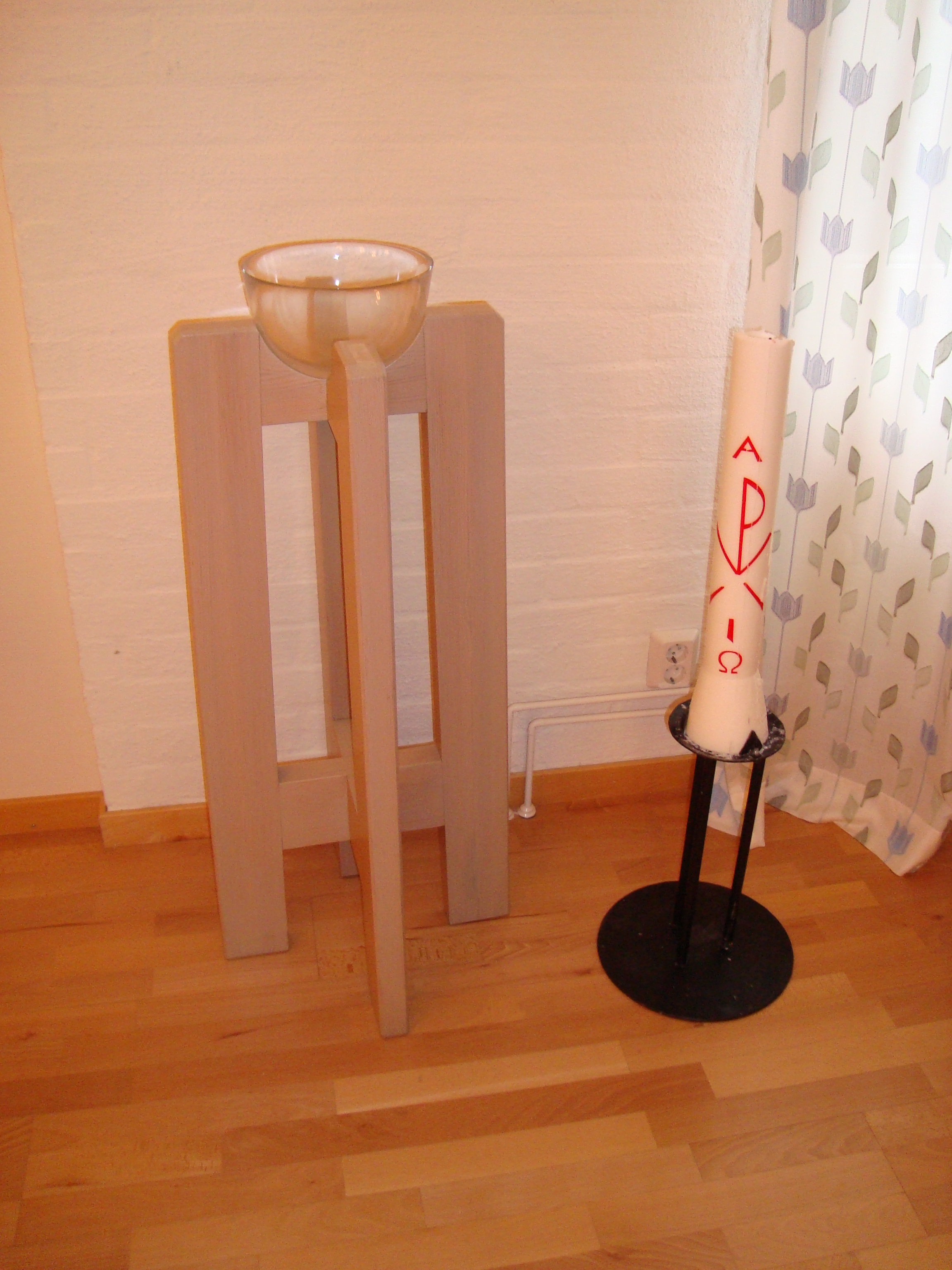
Dopfunten